# Wittevrouwenstraat
De Wittevrouwenstraat is een korte winkelstraat in het centrum van de Nederlandse stad Utrecht.

## Omschrijving
Deze eenrichtingstraat met een enkele rijbaan verbindt de Biltstraat met de Voorstraat. De drie straten vormen in het noordoosten van Utrecht een route voor verkeer het centrum in. Qua gemotoriseerd vervoer zijn er niet tot nauwelijks grote verkeerstromen over mogelijk. De Wittevrouwenstraat heeft twee zijstraten, dat zijn de Keizerstraat en de Ridderschapstraat.
Omstreeks 1300 bestond de straat al. Er zijn zo'n 20 monumentale panden aan de Wittevrouwenstraat, waaronder het voormalig paleis van Lodewijk Napoleon, koning van Holland. Sinds 1820 is daarin de Universiteitsbibliotheek gevestigd. Op de Wittevrouwenstraat 44 zat ooit het Politiebureau Wittevrouwen. Het gebouw dient nu als advocatenbureau.

## Fotogalerij

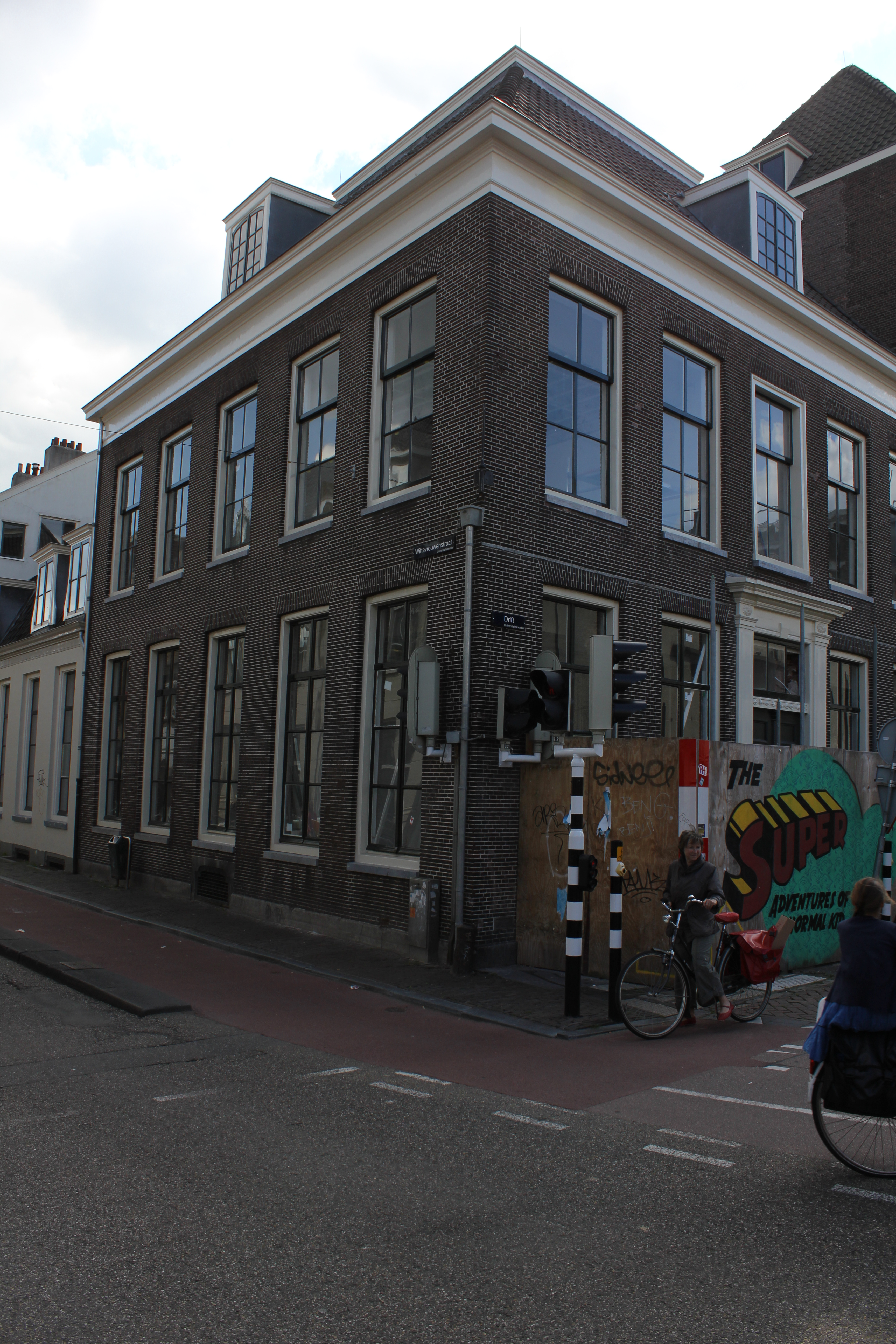
Wittevrouwenstraat 1 te Utrecht
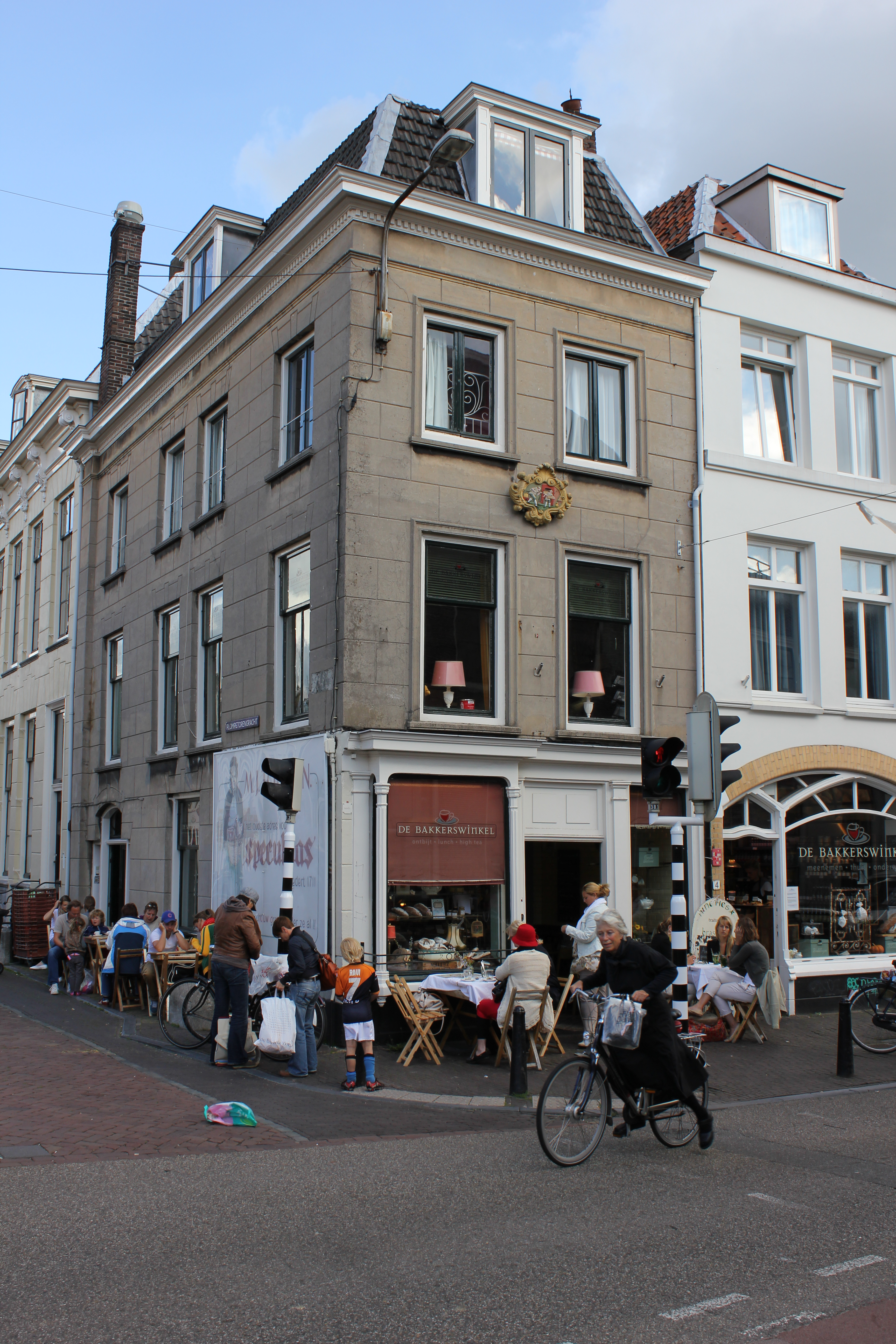
Wittevrouwenstraat 2 te Utrecht
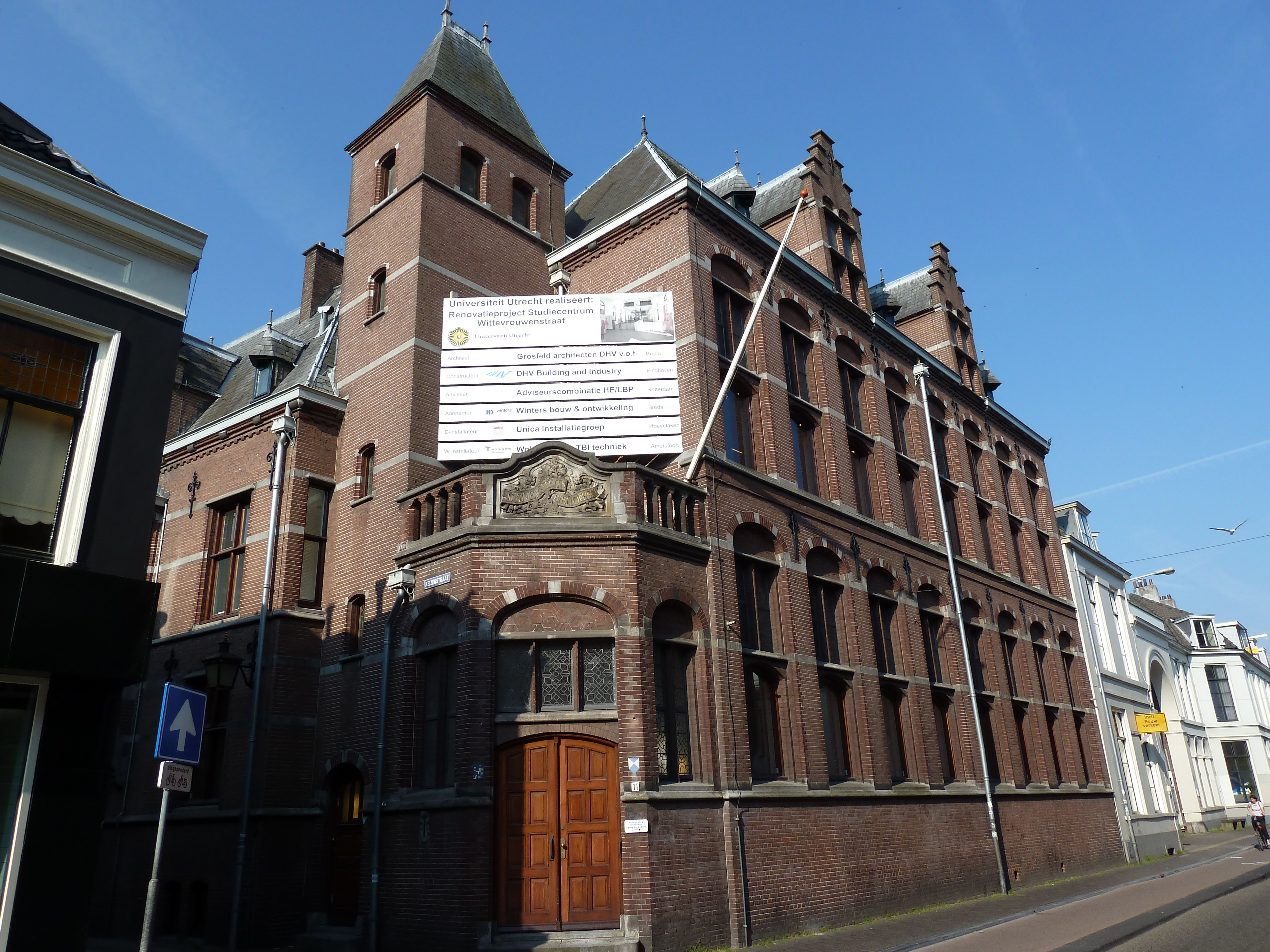
Voormalig Paleis Paleis van Lodewijk Napoleon aan de Wittevrouwenstraat 11 te Utrecht
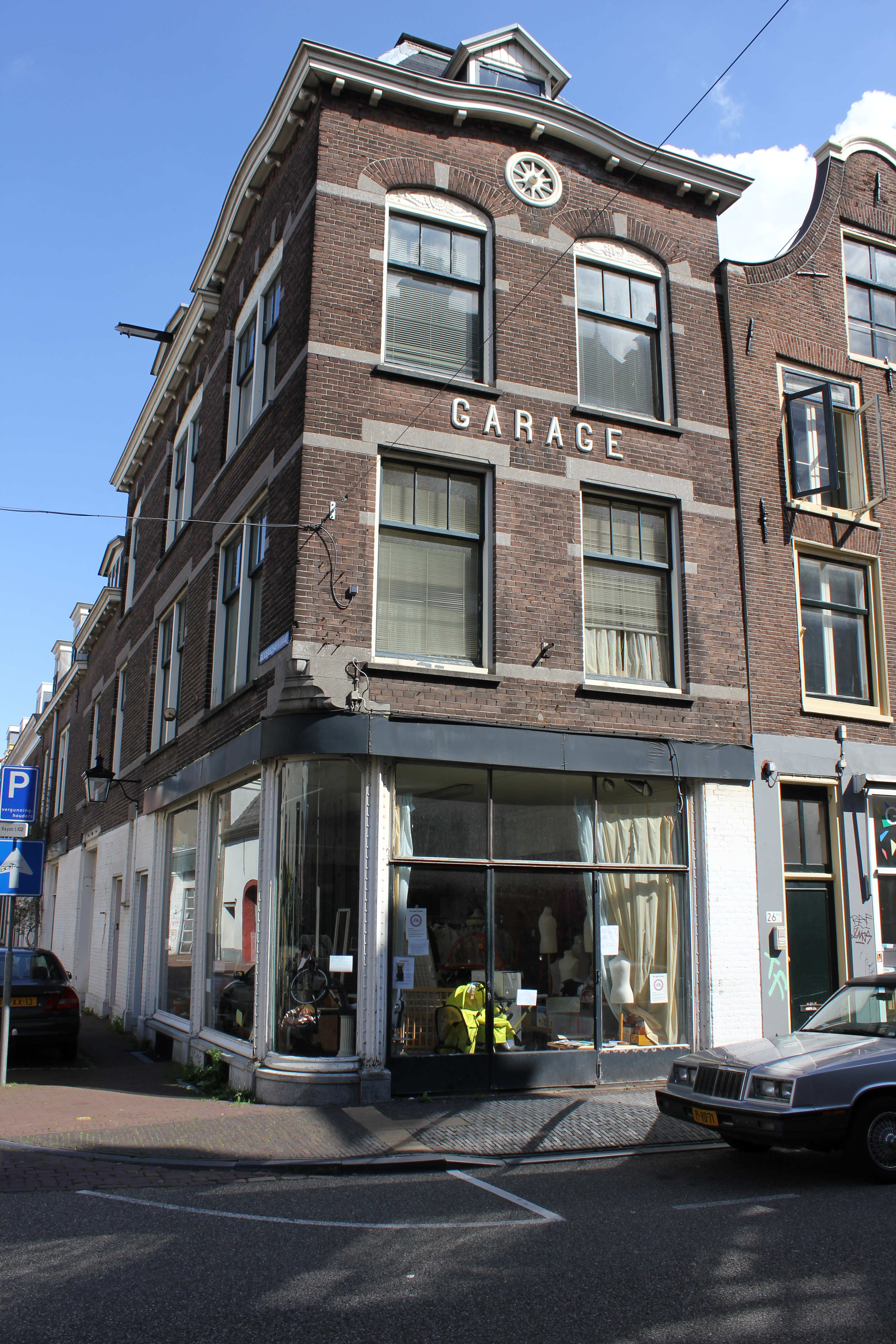
Ridderschapstraat 1 / hoek Wittevrouwenstraat te Utrecht
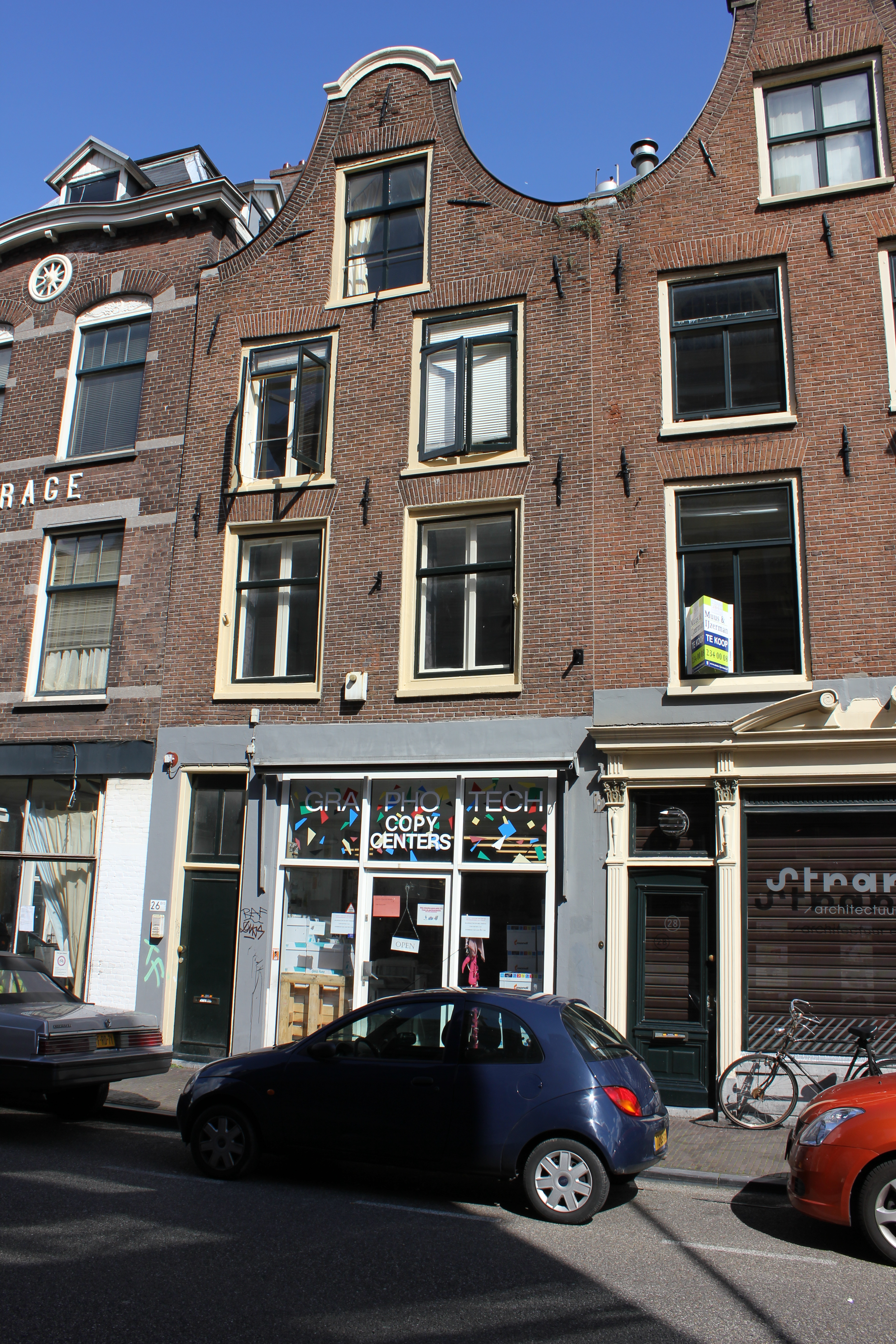
Wittevrouwenstraat 26 te Utrecht
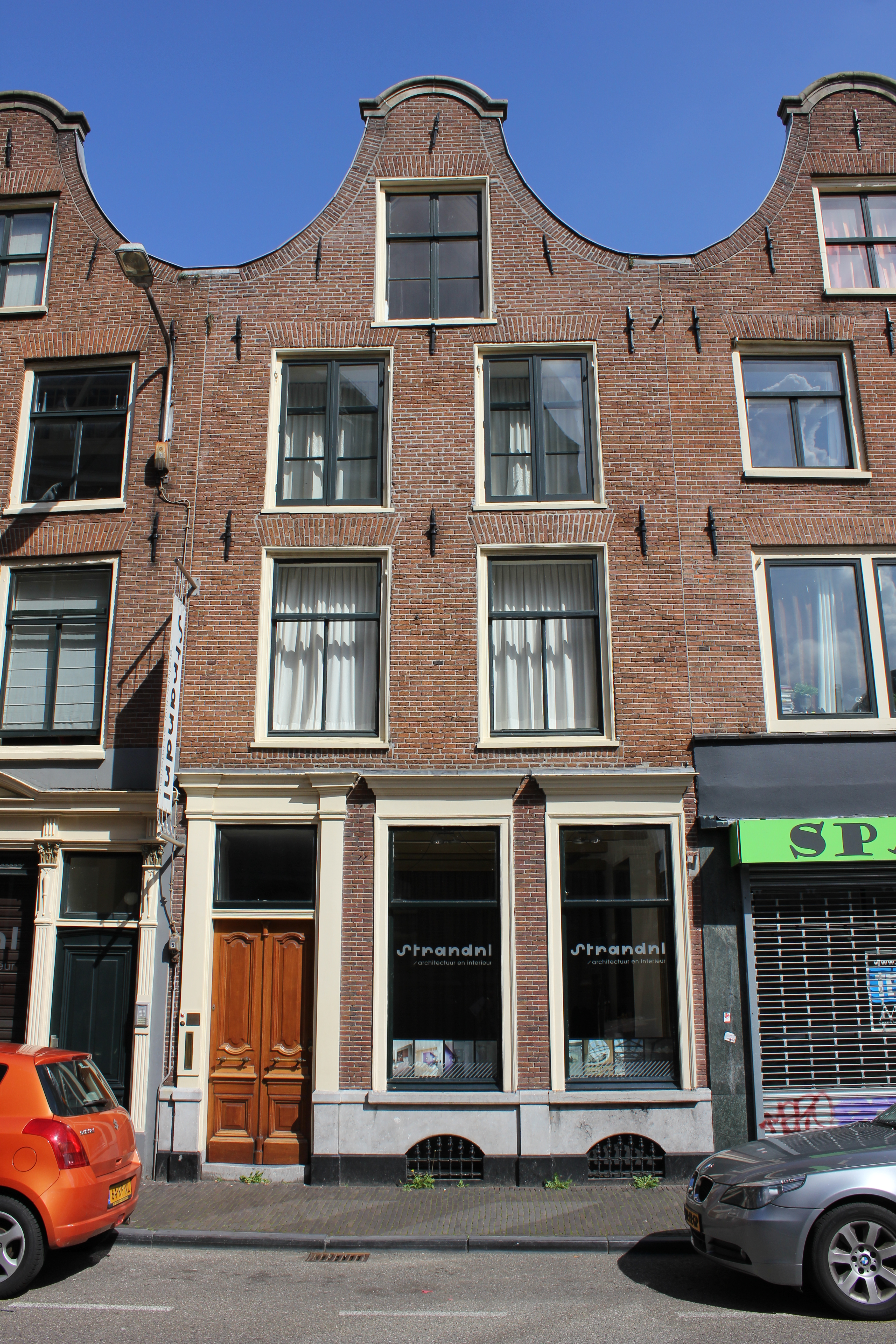
Wittevrouwenstraat 30 te Utrecht
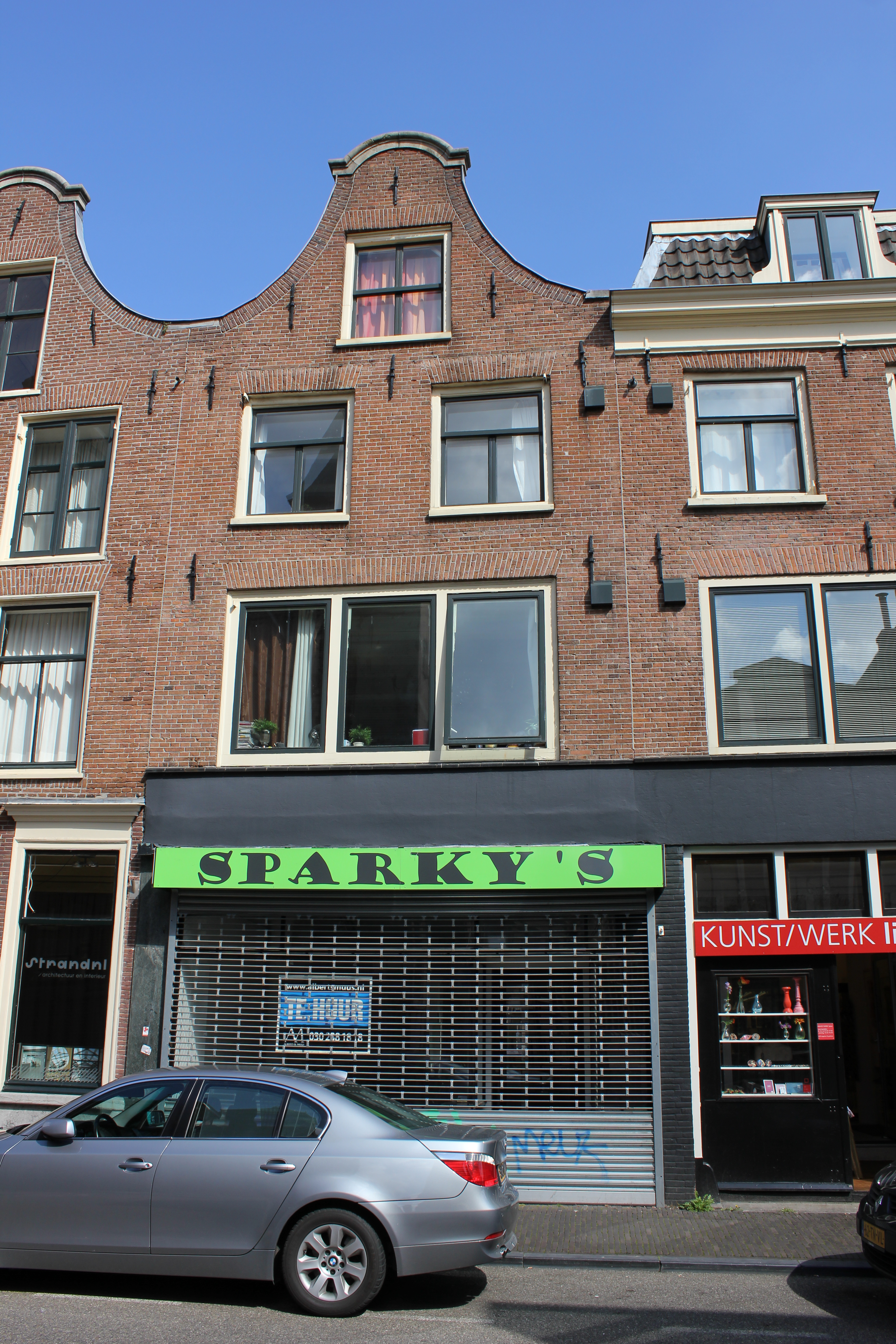
Wittevrouwenstraat 32 te Utrecht
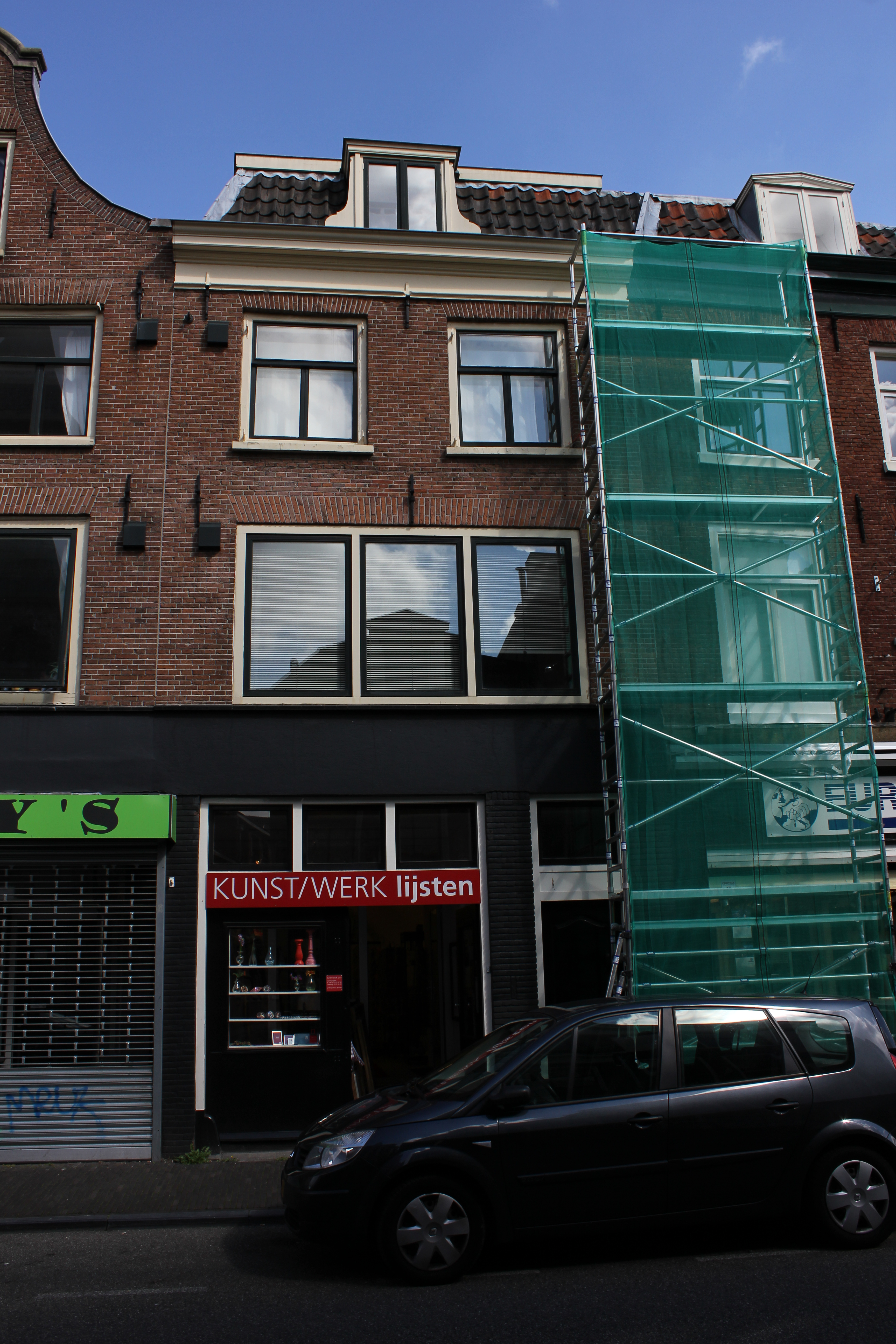
Wittevrouwenstraat 34 te Utrecht
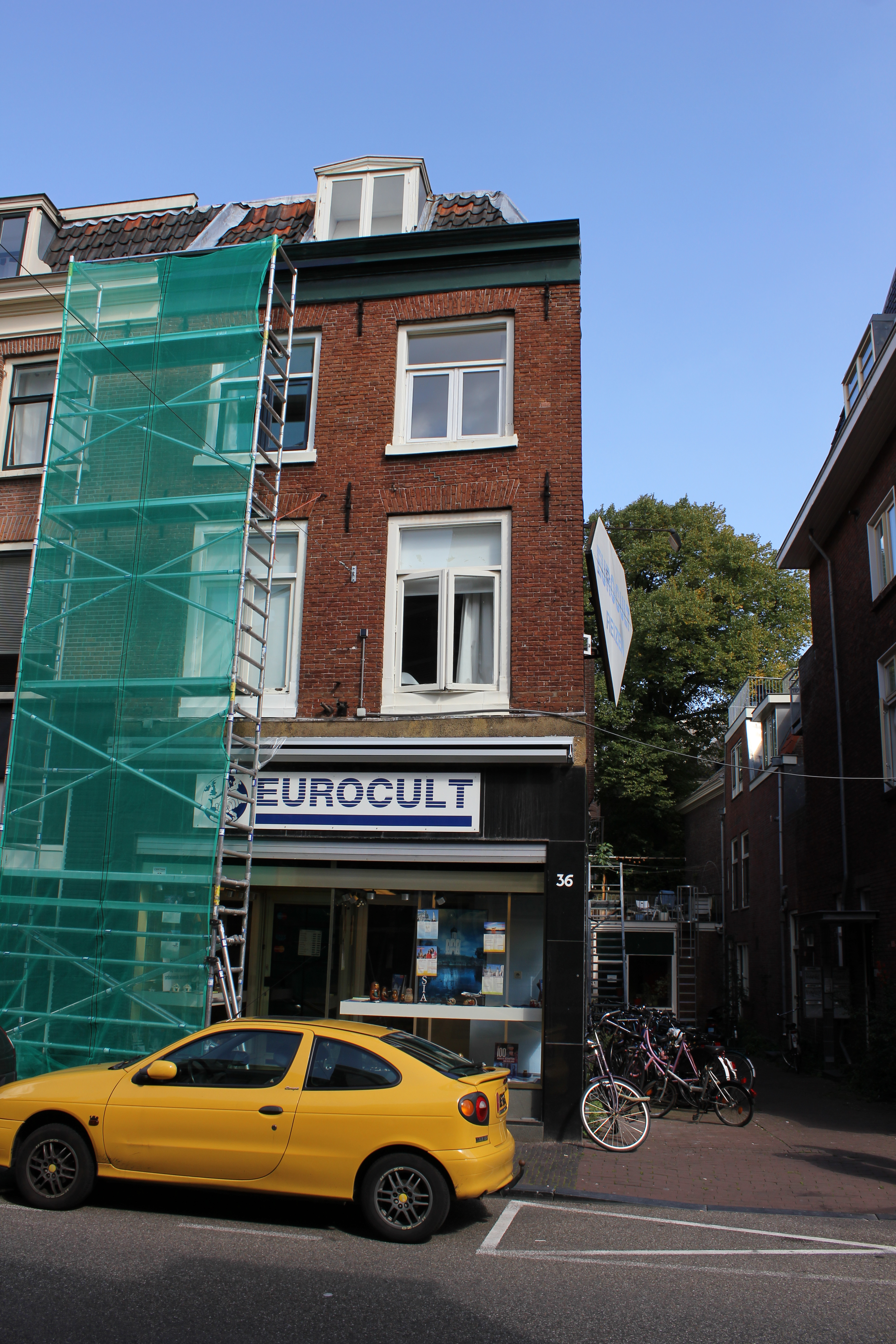
Wittevrouwenstraat 36 te Utrecht
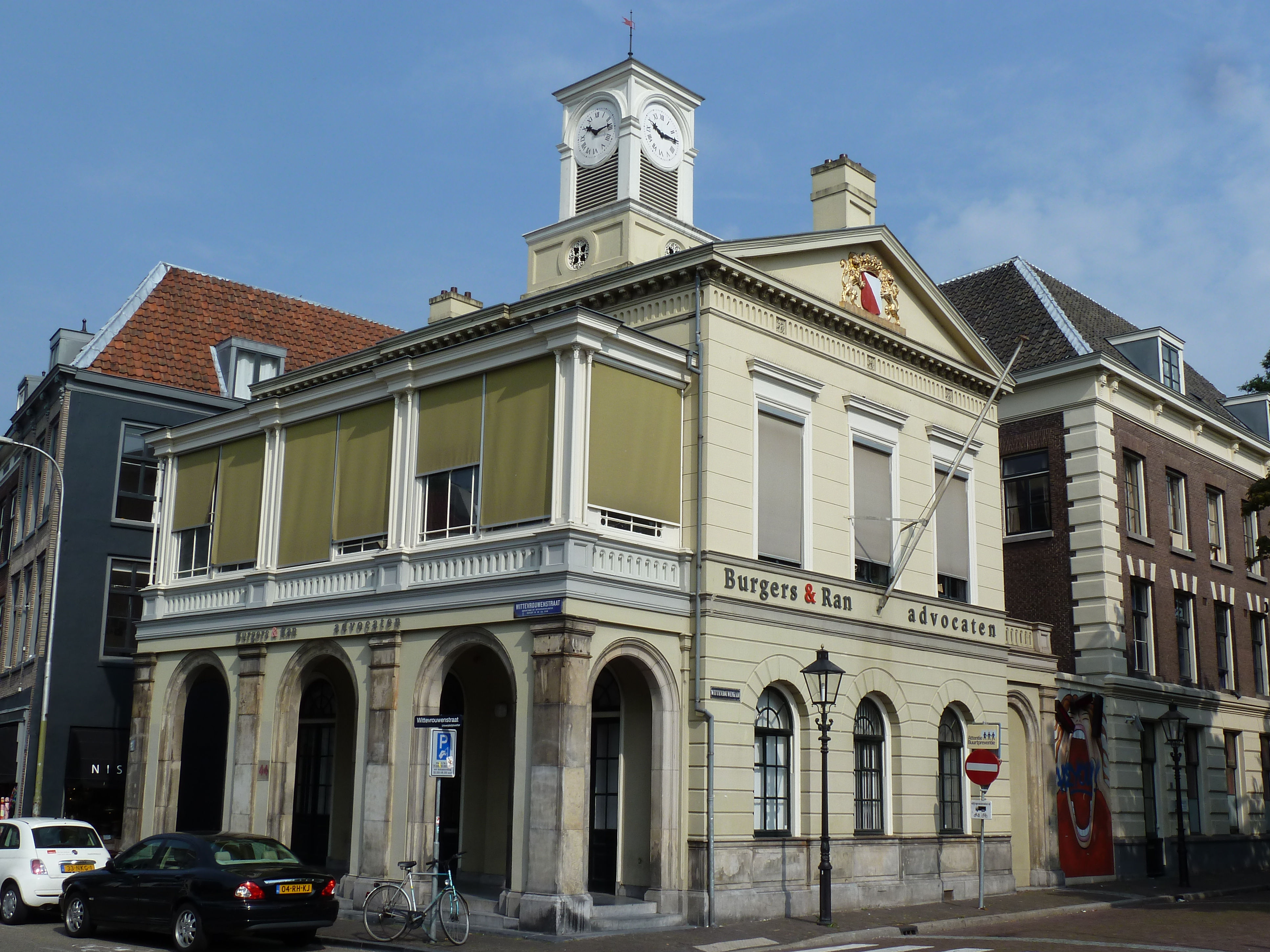
Voormalig Accijnshuis en Politiebureau Wittevrouwenstraat 44 te Utrecht